# ユメクイ
「ユメクイ」は、大塚愛の12枚目のシングル。2006年8月2日にavex traxよりリリースされた。初回生産分のみデジパック仕様。DVD付きと同時発売。

## 解説
CDのみDVD付き共に共通のジャケットである（大塚本人はジャケットには登場していない）。
PVは初めてのアニメーション仕様のものと、タイアップ先である『東京フレンズ The Movie』のシーンを使用したものと2種類存在する。DVDに収録されているPVはアニメーション仕様のもので、東京フレンズver.は、「東京フレンズ The Movie」のサウンドトラック『東京フレンズ The Movie music collection』のDVDに収録されている。
ジャケットは本人によるイラストであり、油絵を使用している。この曲の歌詞は、シングル曲としては初めて男性目線から書かれている。
大塚曰く、「ユメクイ」というのはバクをモチーフにした「自分自身の心の中の夢の道しるべの動物」であり、同時に「食い尽くす」と言う意味もあるとのこと。
「ユメクイ」の歌詞にある「最初に描いた夢」というフレーズ、『東京フレンズ』のキャッチフレーズにも使われているワードである。劇中では大塚愛が率いるバンド“サバイバル・カンパニーが「ユメクイ」を演奏している。

## 記録
日本レコード協会による2006年8月度の着うた配信ランキングで1位を記録した。

## 収録曲
（全作詞・作曲：愛／編曲：愛×Ikoman、#2&4弦編曲：岡村美央＆Ikoman）

### CD
1. ユメクイ (05:18)
映画『東京フレンズ The Movie』主題歌
東芝「au CDMA 1X WIN W44T(ペイント篇)」CMソング。
2. tears (04:19)
映画『東京フレンズ The Movie』挿入歌。
2作目のシングル「さくらんぼ」の3曲目「桃ノ花ビラ (スタジオライブ ver.)」と同じメイン・メロディを使用している。
3. ユメクイ (Instrumental) (05:18)
4. tears (Instrumental) (04:16)

### DVD
1. ユメクイ (Music Clip)

## 収録アルバム
- 『LOVE PiECE』（#1）
  - #2は『東京フレンズ The Movie music collection』に「サバカン.ver」として収録。